# 彗星物語
『彗星物語』（すいせいものがたり）は、宮本輝の小説。『家の光』（家の光協会）1989年1月号から1992年1月号まで連載後、1992年5月に角川書店より上下巻にて刊行された。1995年3月に角川文庫より上下巻にて、また1998年7月に文春文庫より、文庫判が刊行されている。
1994年に『カミング・ホーム』のタイトルで、2007年に原作と同タイトルでテレビドラマ化された。

## 書誌情報
- 彗星物語 上（1992年5月29日、角川書店、ISBN 978-4-04-872706-8）
- 彗星物語 下（1992年5月29日、角川書店、ISBN 978-4-04-872707-5）
- 彗星物語（上）（1995年3月17日、角川文庫、ISBN 978-4-04-146908-8）
- 彗星物語（下）（1995年3月17日、角川文庫、ISBN 978-4-04-146909-5）
- 彗星物語（1998年7月10日、文春文庫、ISBN 978-4-16-734813-7）

## テレビドラマ（1994年）
『カミング・ホーム』と題して、TBS系で1994年7月8日から9月23日まで毎週金曜日21:00 - 21:54に放送された。主演は常盤貴子。

## テレビドラマ（2007年）
2007年12月3日21:00-22:54に、TBS系列にて「パナソニックドラマスペシャル」と銘打ち、Panasonicの1社単独提供の単発スペシャルドラマとして放映された。
なお、翌年10月にスポンサーの松下電器がパナソニックに社名変更となったため、TBS系列の『ナショナルドラマスペシャル』は本作が最後となった。

### キャスト
- 城田敦子 - 田中好子
- 城田晋太郎 - 益岡徹
- 城田恭太 - 須賀健太
- 城田真由美 - 松本莉緒
- 城田紀代美 - 市川由衣
- 城田幸一 - 上地雄輔
- ポラーニ・ポラージュ - 浅沼コリン
- 城田春雄 - 松川尚瑠輝
- 城田夏雄 - 川合拓也
- 城田秋雄 - 仲條友彪
- 城田美紀 - 江畠蓮
- 城田めぐみ - 羽田美智子
- 城田福造 - 伊東四朗

- 剛たつひと

ほか

### スタッフ
- 製作 - TBS、The icon
- プロデューサー - 志村彰、佐藤愛
- 原作 - 宮本輝『彗星物語』（文春文庫版）
- 脚本 - 矢島正雄
- 演出 - 斎藤郁宏
- 音楽 - 羽毛田丈史